# (16183) 2000 AX138
A (16183) 2000 AX138 a Naprendszer kisbolygóövében található aszteroida. A LINEAR projekt keretében fedezték fel 2000. január 5-én.